# 皇甫晏
皇甫晏 （？年—272年），魏晉時期人物，西晉益州刺史。

## 生平
曹魏甘露五年（公元260年），王經獲罪，而和其母一同被逮捕並被處死，向雄哭喪而哀感市人，王經故吏皇甫晏以家財收葬尚書王經及王經之母。
西晉泰始八年（公元272年），汶山郡白馬胡部落侵掠附近其他蠻夷部落，益州刺史皇甫晏欲討伐。典學從事蜀郡何旅等勸諫：「胡夷相殘，是他們的天性，不算是大患。今盛夏出軍，馬上就是雨季，必有疾疫，最好是到秋天之後再打算。」，皇甫晏不聽從勸告。胡康木子燒香言軍出必敗；皇甫晏認為這在打擊士氣，於是將其處斬。大軍行至觀阪，牙門將張弘等覺得汶山道險，又恐懼蠻夷勢力強大，於是趁夜作亂，殺害皇甫晏，軍中受驚擾，兵曹從事犍為楊倉力戰而死。張弘表示是皇甫晏謀反，所以將其處決。當時皇甫晏主簿何攀正為母親守喪，於是到梁州上奏章，證明皇甫晏沒有謀反。皇甫晏的冤情得以申雪。